# Žuti istarski jednobojni kratkodlaki gonič
Žuti istarski jednobojni kratkodlaki gonič stara je pseća pasmina.
Spada u lovačke pse goniče.

## Obilježja
Pasmina je istarskog kratkodlakog goniča. Dlaka je kratka, glatka i žute je boje.